# Russell Harmer
Russell Harmer (5 de novembro de 1896 — 31 de outubro de 1940) foi um velejador britânico, campeão olímpico. Ele competiu nos Jogos Olímpicos de Verão de 1936 na classe 6 Metre e conquistou a medalha de ouro a bordo do Lalage com Christopher Boardman, Miles Bellville, Charles Leaf e Leonard Martin.
Ele era filho de Sidney Frederic Harmer, zoólogo britânico. Ele foi educado na Uppingham School e na Royal Military Academy, Woolwich. Em 1915, juntou-se ao Royal Corps of Signals. Durante a Primeira Guerra Mundial, foi ferido em ação e alcançou o posto de capitão. No pós-guerra, ele ingressou no negócio da família vendendo roupas no atacado.